# James R. Thompson

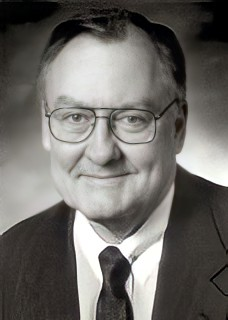
James R. Thompson

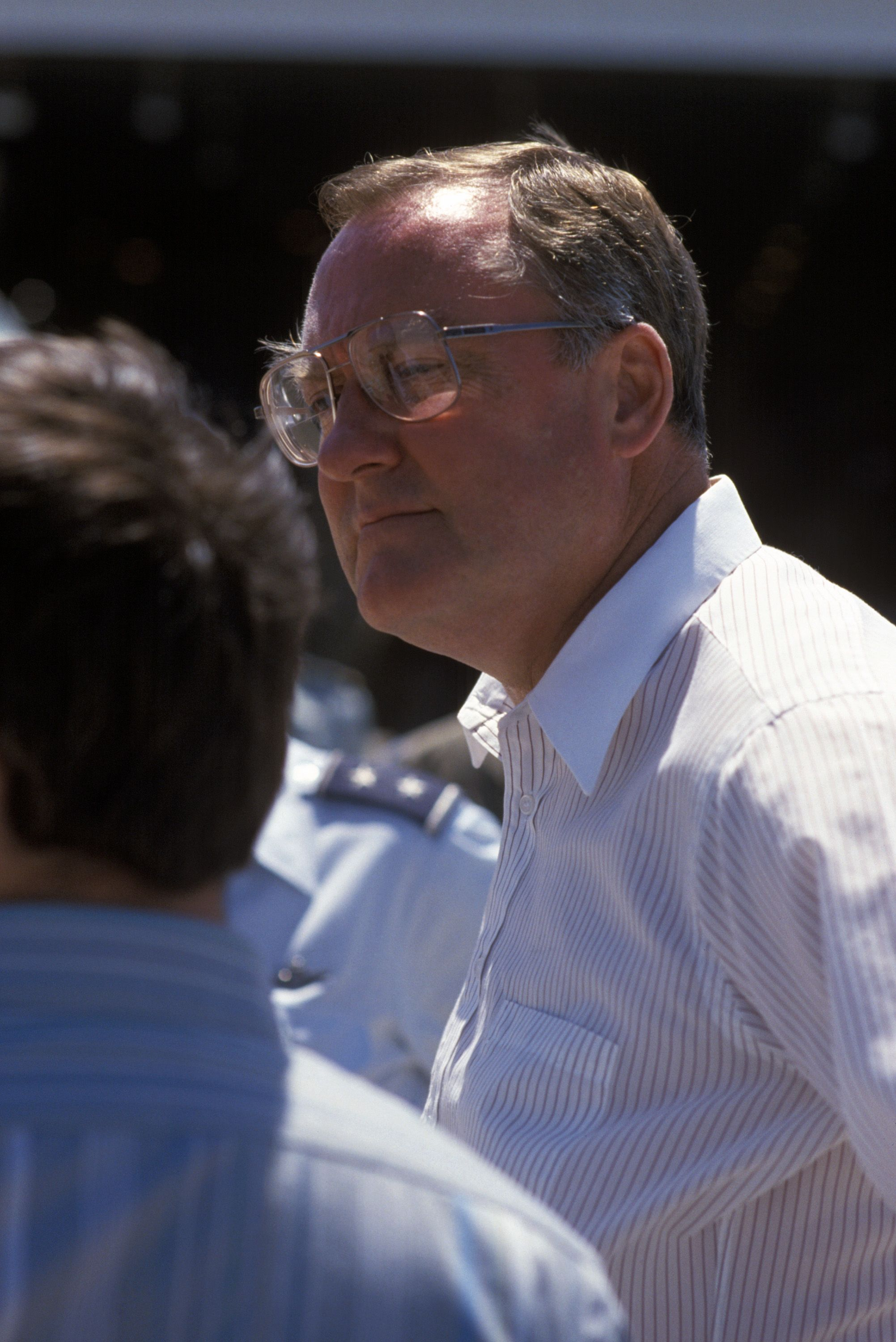
Gouverneur James Robert Thompson bei einem Militärmanöver, Juli 1986

James Robert Thompson  (* 8. Mai 1936 in Chicago, Illinois; † 14. August 2020 ebenda) war ein US-amerikanischer Politiker (Republikaner). Er war von 1977 bis 1991 der 37. Gouverneur des Bundesstaates Illinois.

## Frühe Jahre und politischer Aufstieg
James Thompson besuchte die University of Illinois in Chicago und die Washington University in St. Louis, Missouri. Anschließend studierte er an der Northwestern University Jura. Nach seinem erfolgreichen Examen im Jahr 1959 und der Zulassung als Rechtsanwalt wurde er Jura-Professor mit einem Lehrstuhl an jener Universität. Seine politische Laufbahn begann er im Büro des Bezirksstaatsanwalts im Cook County. Dann war er Anfang der 1970er Jahre als Nachfolger von William Joseph Bauer Bundesstaatsanwalt für den nördlichen Distrikt von Illinois. In dieser Eigenschaft war er der Ankläger des früheren Gouverneurs Otto Kerner, der wegen verschiedener Vergehen verurteilt wurde. Ebenfalls angeklagt wurden führende Politiker der Stadt Chicago, darunter auch einige Anhänger des Bürgermeisters Richard J. Daley. Dadurch erreichte er einen solchen Bekanntheitsgrad, dass es ihm nicht schwerfiel, im Jahr 1976 von der Republikanischen Partei zum Gouverneur nominiert zu werden. Seine Gegner warfen ihm allerdings Einseitigkeit vor, weil er vor allem Mitglieder der Demokratischen Partei anklagte.

## Gouverneur von Illinois
Nach seiner gewonnenen Wahl trat er seine insgesamt 14-jährige Amtszeit am 10. Januar 1977 an. Er hält bis heute den Amtszeitrekord der Gouverneure von Illinois. Insgesamt absolvierte er vier zusammenhängende Amtszeiten, wobei die erste auf zwei Jahre verkürzt war. Man hatte diese Verkürzung beschlossen, um die Gouverneurswahlen zukünftig nicht gleichzeitig mit den Präsidentschaftswahlen stattfinden zu lassen. Stattdessen sollten sie zeitgleich mit den Kongresswahlen abgehalten werden.
Aufgrund einer wirtschaftlichen Rezession stieg zu Beginn seiner Amtszeit die Staatsverschuldung des Landes rapide an. Als Gegenmaßnahme wurde im November 1980 ein Einstellungsstopp für den öffentlichen Dienst verhängt, von dem etwa 60.000 Stellen betroffen waren. Nur unbedingt erforderliche Positionen wurden neu besetzt. Diese Praxis wurde aber 1990 vom Obersten Gerichtshof als illegal erklärt, auch weil der Verdacht aufgekommen war, dass die Parteifreunde des Gouverneurs bevorzugt eingestellt wurden.
Eines der wichtigsten Fakten aus seiner Amtszeit war die Bestätigung der Todesstrafe im Jahr 1977. Im Juli 1978 kam es im Pontiac-Gefängnis zu einer Revolte, bei der drei Wachen getötet wurden.
1979 wurde mit Jane Byrne die erste Frau zum Bürgermeister von Chicago gewählt. 1983 wurde sie von Harold Washington abgelöst, der der erste Afroamerikaner in diesem Amt wurde. Am 25. Mai 1979 kam es zu einem Flugzeugabsturz in Chicago, bei dem 275 Menschen ums Leben kamen. Der Staatsanwalt William Scott wurde am 19. März 1980 wegen Steuerhinterziehung verurteilt.
Am 1. April 1980 wurde von der Regierung des Gouverneurs das Ministerium für atomare Sicherheit gegründet. Im Juli folgte mit dem Ministerium für Menschenrechte eine weitere neue Abteilung in der Regierung. Diese beiden Ministerien wurden noch vor dem Einstellungsstopp vom November 1980 geschaffen. 1984 sollte noch das Ministerium gegen Alkoholmissbrauch gegründet werden.
Im Jahr 1981 gewährte der Staat Illinois, trotz der angeschlagenen Haushaltslage, dem angeschlagenen Automobilhersteller Chrysler ein Darlehen von 20 Millionen Dollar.
1983 gab es eine Rekordhitzewelle und eine Dürre, die zu gewaltigen Ernteausfällen führte und manche Farmer in finanzielle Schwierigkeiten brachte. Nach der Dürre von 1983 kam im März 1985 das Hochwasser des Illinois River, das ebenfalls beträchtliche Schäden anrichtete, und schließlich gab es 1988 nochmals eine Trockenheit unter der wieder die Landwirtschaft zu leiden hatte. Im Jahr 1989 wurde in Illinois die Einkommensteuer erhöht. Mit dem Geld wurde das Bildungssystem verbessert und die lokalen Verwaltungen entlastet.
1990 lag die Einwohnerzahl von Illinois bei 11,4 Millionen. Das bedeutete keine Veränderungen im Vergleich zu der Zahl des Jahres 1980. Diese Stagnation spiegelt auch die wirtschaftlichen Probleme des Landes wider, die unter anderem durch die erwähnten Naturkatastrophen hervorgerufen wurden.
Am Ende der letzten Amtszeit von Gouverneur Thompson kam es zum Zweiten Golfkrieg, bei dem etwa 20.000 Soldaten aus Illinois eingesetzt waren.

## Weiterer Lebenslauf
James Thompsons letzte Amtszeit als Gouverneur von Illinois endete am 14. Januar 1991. Seit 1993 ist er Leiter einer großen Rechtsanwaltskanzlei in Chicago. Diese Kanzlei sollte im Jahr 2006 George Ryan vertreten. Dieser war von 1999 bis 2003 ebenfalls Gouverneur von Illinois gewesen und wurde nun wegen Korruption angeklagt und verurteilt. Im Präsidentschaftswahlkampf des Jahres 2008 unterstützte er den früh ausgeschiedenen ehemaligen Bürgermeister von New York City, Rudy Giuliani.
Im Jahr 2002 wurde Thompson in die Untersuchungskommission zu den Anschlägen des 11. Septembers 2001 berufen.
2014 wurde ihm der mehrfarbige Orden der Aufgehenden Sonne am Band verliehen.